# Медведский сельсовет (Курганская область)
Медведский сельсовет — упразднённые административно-территориальная единица и муниципальное образование (сельское поселение) в Щучанском районе Курганской области Российской Федерации.
Административный центр — село Медведское.
9 января 2022 года сельсовет был упразднён в связи с преобразованием муниципального района в муниципальный округ.

## География
Общая площадь территории муниципального образовании: 11827 га, из которых :
Земли лесного фонда — 2720,0 га Земли сельхозназначения −7552,5 га
Земли поселений — 1332,6 га Земли промышленного пользования −221,9 га
Протяженность дорог в населенных пунктах-15 км, из них с твердым покрытием-2 км, грунтовка −13 км.
Удаленность от районного центра: Медведский сельсовет расположена к востоку от города Щучье на расстоянии 25 км.

## История
Село Медведское основано в 1750 году. В то далёкое время село относилось к Каменской волости, Челябинского уезда, Оренбургской губернии.
В XVIII веке началось массовое переселение людей из центральных губерний (Владимирской, Смоленской, Курской и др.) в малозаселенные губернии. В это число попала и Оренбургская губерния, к которой относилось село Медведское.
В селе была церковь, 3-х классная школа, небольшая лавка и кабак. Церковь была открыта уже в 19 веке, была 4-х штатная, т.е. в штате состояло два священника, дьячок и псаломщик. К церковному приходу относились, кроме Медведского, деревня Монастырка (ныне д. Клюквенная), Зайково, Кипель.
Статус и границы установлены Законом Курганской области от 3 декабря 2004 года № 889 «Об установлении границ муниципального образования Медведского сельсовета, входящего в состав муниципального образования Щучанского района».

## Население
| 2002 | 2004 | 2010 | 2012 | 2013 | 2014 | 2015 |
| ---- | ---- | ---- | ---- | ---- | ---- | ---- |
| 884  | ↗927 | ↘752 | ↘735 | ↘708 | ↘671 | ↘650 |
| 2016 | 2017 | 2018 | 2019 | 2020 |      |      |
| ↘621 | ↘607 | ↗616 | ↘586 | ↘580 |      |      |

## Состав сельского поселения
| № | Населённый пункт | Тип населённого пункта       | Население |
| - | ---------------- | ---------------------------- | --------- |
| 1 | Клюквенная       | деревня                      | ↘121      |
| 2 | Медведское       | село, административный центр | ↘613      |
| 3 | Новь             | деревня                      | ↘18       |

## Экономика
Предприятия на территории сельсовета: ЛПДС «Медведское»; МУП «Медведское ЖКХ»; Сберкасса; Почта ; Магазины ПО; Кафе «Берлога» ; ПЧ — ЮУЖД ; УПТУС — (связь) ЛПДС; Фельдшерский пункт ; Сельский клуб; Медведская общеобразовательная школа ; Детский сад ; Сельская библиотека; Администрация сельсовета .